# Saussurea medusa
Saussurea medusa là một loài thực vật có hoa trong họ Cúc. Loài này được Maxim. miêu tả khoa học đầu tiên.